# Europe à deux vitesses

Les niveaux d'intégration européenne.

Les expressions Europe à deux vitesses, à plusieurs vitesses, à la carte ou encore à géométrie variable, désignent des scénarios d'intégration différentielle des États membres de l'Union européenne aux grands projets européens tels que le marché intérieur, les quatre libertés, euro, Charte des droits fondamentaux, etc.
En 2017, ce concept désigne surtout les options de retrait concédés lors des différents traités européens. Les aspects les plus visibles de ce phénomène sont la non-intégration dans l'espace Schengen du Royaume-Uni et de l'Irlande ainsi que la non-intégration à la zone euro du Royaume-Uni, du Danemark et de la Suède.
En 2017, différentes possibilités sont déjà offertes aux états membres afin d'avancer à « plusieurs vitesses » dans ou en dehors du cadre de l'Union.

## Abstention constructive
L’abstention constructive a été introduite par le traité d'Amsterdam (aujourd’hui, article 31 du traité de Lisbonne). Dans certaines circonstances, elle offre aux États membres l’opportunité de s’abstenir de voter, cette abstention s’inscrit dans le cadre de décisions prises dans le domaine de la politique étrangère et de sécurité commune de l’Union européenne par le Conseil européen et par le Conseil statuant à l'unanimité (sauf disposition contraire). L’état s’abstenant n’applique dès lors pas la décision mais s’engage à l’accepter et à s’interdire de mener une action pouvant entrer en conflit avec celle-ci. Cette abstention d’action contraire au vote des partenaires vise à maintenir l’esprit de solidarité entre les membres.

## Unions régionales
Le principe d’unions régionales a été introduit dès le traité de Rome (article 233 du Traité instituant la Communauté européenne et article 350 du Traité de Lisbonne). Il offre l’opportunité à la Belgique, au Luxembourg et aux Pays-Bas d’approfondir leurs différentes unions,.

## Coopérations renforcées
Les coopérations renforcées ont été introduites dans le Traité d’Amsterdam pour ensuite être élargies par le Traité de Nice . Elles offrent la possibilités à certains états membres de s’unir en vue d’approfondir leurs coopérations. Ces coopérations doivent répondre à certaines conditions précises. Elles doivent notamment ne pas affecter l’acquis communautaire et doivent viser la réalisation des objectifs de l’Union européenne. 

## Accords intergouvernementaux
Les accords gouvernementaux permettent aux états membres signataires de s’accorder sur des décisions communes. Les règles définies dans ces accords n’intègrent pas le droit de l’Union. Le problème est d’ainsi voir apparaitre une confusion entre ordres juridiques. Ainsi, le dernier article du Traité sur la stabilité, la coordination et la gouvernance (TSCG) exige une intégration du Traité dans le droit de l’Union pour 2018. Cette intégration vise à résoudre la concurrence entre ordres juridiques différents.

## Compléments

### Lienx externes
- Pourquoi une Europe à « géométrie variable » ?, sur vie-publique.fr.
- Qu'est-ce que "l'Europe à plusieurs vitesses" ?, sur touteleurope.eu.